# Hérita Ilunga
Hérita N'Kongolo Ilunga, född 25 februari 1982 i Kinshasa, Zaire (nuvarande Kongo-Kinshasa) är en kongolesisk före detta fotbollsspelare. Ilunga hade positionen som vänsterback.